# 美嘉
美嘉（みか）は、日本のケータイ小説家。
実体験を元にしたフィクション「恋空」がケータイ小説として記録的な売上をとげた後、作家として創作活動を続けており、著作が出版されている。「恋空」の累計部数は、2021年には730万部を突破した。
15歳のニュース 毎日学生新聞で「途中下車 たどり着いたひとつの恋」を連載したり、魔法のiらんど文庫のwebページでおなやみ相談BOX
を回答したりしている。

## 著者の他の作品
スターツ出版
- 君空 ISBN 978-4-883-8106-35 2007年10月
- こんぺいとう 上 ISBN 978-4-883-8108-95 2008年11月
- こんぺいとう 下 ISBN 978-4-883-8109-01 2008年11月
- 水色金魚 ISBN 978-4-883-8113-35 2010年12月
- GIRLY 上 痛く、切なく、優しい愛 ISBN 978-4-883-8116-32 2011年12月
- GIRLY 下 痛く、切なく、優しい愛 ISBN 978-4-883-8116-49 2011年12月
- ガムボールマシーン 私の5つのユメ恋物語 ISBN 978-4-883-8140-77 2012年12月
- 途中下車 たどり着いたひとつの恋 ISBN 978-4-883-8143-74 2014年12月

アスキー・メディアワークス
- いちご水 ISBN 978-4-048-6802-26 2009年7月
- もも、たま、いろ。 ISBN 978-4-048-8665-07 2012年6月
- おなやみ相談BOX～はじめて手に入れたいと思った君～ ISBN 978-4-048-6674-87 2014年6月
- ひとりに、さよなら。 ISBN 978-4-048-6505-71 2015年3月
- 天国からの交換日記～君がくれた奇跡の11ヵ月～ ISBN 978-4-048-9233-85 2016年8月

カタノトモコとの共著
- キミのとなりで。ISBN 978-4-048-6855-42 2010年10月
- 勇気を出して。 ISBN 978-4-048-7006-72 2010年11月
- 好きだからこそ。ISBN 978-4-048-7050-66 2011年4月
- 恋するキモチ。ISBN 978-4-048-7092-93 2011年9月
- 恋のチカラ。ISBN 978-4-048-8641-52 2012年9月

文庫化
- こんぺいとう 上 ISBN 978-4-048-7003-82 2010年10月
- こんぺいとう 中 ISBN 978-4-048-7003-99 2010年11月
- こんぺいとう 下 ISBN 978-4-048-7004-05 2010年12月
- 水色金魚 ISBN 978-4-048-6642-57 2014年2月
- 新着メールが一件あります。ISBN 978-4-048-6655-51 2014年4月

主婦の友社
- 新着メールが一件あります。ISBN 978-4-072-7342-09 2010年6月